# Hans Bauer (Schriftsteller)
Friedrich Alban Hans Bauer (* 6. Mai 1894 in Altenburg; † 1. Januar 1982 in Leipzig) war ein deutscher Schriftsteller und Journalist. 

## Leben
Er war der Sohn des Grundbesitzers Albert Bauer und dessen Ehefrau Martha geborene Dostal und evangelischer Konfession. Nach dem Besuch des Gymnasiums in Altenburg besuchte er Vorlesungen an der Universität Leipzig. Von 1916 bis 1918 nahm Hans Bauer aktiv am Ersten Weltkrieg teil. In die Heimat zurückgekehrt, wirkte er als freischaffender Schriftsteller. Er verfasste meist  populärwissenschaftliche Sachbücher, daneben schrieb er u. a. auch für die Schaubühne und die Weltbühne.
Zwischenzeitlich war er von 1921 bis 1925 als Herausgeber der Zeitschrift Der Drache in Leipzig tätig. Nach dem Zweiten Weltkrieg wurde er Redakteur bei der Leipziger Volkszeitung. Daneben wirkte Hans Bauer als Dozent an der Volkshochschule in Leipzig.
1925 heiratete Hans Bauer Martha geborene Noack. Aus der gemeinsamen Ehe gingen die Töchter Käthe und Ruth hervor.

## Schriften (Auswahl)
- Die Purzelbaumallee. Humoresken, Leipzig 1922.
- Sächsisches Allerlei, Leipzig 1925.
- Treber-Schmidt sprengt die Leipziger Bank, Leipzig o. J. [1938].
- Der dressierte Haifisch. Lustige Kurzgeschichten, Düsseldorf 1943.
- Leipzig heute und morgen, Leipzig 1947.
- Doch du siehst nur die im Licht ... Eine Weltgeschichte der Entrechteten, Leipzig 1950.
- Tiere sind ganz anders. Die Grenze zwischen Tier- und Menschenwelt, Leipzig 1952.
- Das Buch vom Pferde. Leipzig 1953.
- Abenteuerliche Tiefsee, Leipzig 1955.
- Gezähmte Fluten, Leipzig 1959.
- Ein Leben für die Eskimo. Das Schicksal des Forschers Knud Rasmussen, Leipzig 1960.
- Der rüne Osezan, Leipzig 1963.
- Der wunderbare Mönch. Leben und Kampf Roger Bacons, Leipzig 1963.
- Tisch und Tafel in alten Zeiten. Aus der Kulturgeschichte der Gastronomie, Leipzig 1967.
- Reise in die Karolingerzeit, Leipzig 1974.
- Feuer in Florenz, Leipzig 1976.